# Britney Jean
Britney Jean là album phòng thu thứ tám của ca sĩ người Mỹ Britney Spears, phát hành ngày 29 tháng 11 năm 2013 bởi RCA Records. Đây là đĩa nhạc thứ hai được lấy theo tên của Spears sau album thứ ba Britney (2001), mặc dù tên album đề cập đến cả tên và tên đệm của cô. Album cũng đánh dấu tác phẩm đầu tiên của Spears với RCA sau khi hãng đĩa lâu năm của cô Jive Records giải thể vào năm 2011. Nữ ca sĩ bắt đầu thu âm cho Britney Jean vào tháng 5 năm 2013 và tiếp tục đến tháng 10 năm đó. Trong nhiều buổi phỏng vấn, Spears mô tả album là đĩa nhạc mang tính cá nhân nhất trong sự nghiệp của cô, trong đó nữ ca sĩ tham gia đồng sáng tác tất cả bài hát và cộng tác với nhiều nhạc sĩ và nhà sản xuất như Sia và will.i.am để đạt được âm thanh mong muốn. Ngoài ra, album còn có sự tham gia góp giọng của em gái cô Jamie Lynn, T.I. và will.i.am.
Tương tự như những album phòng thu trước, Britney Jean là một bản thu âm pop và EDM, với nội dung được mô tả như một album chủ đề liên quan đến "sự cô đơn trong cuộc sống của một siêu sao". Sau khi phát hành, album nhận được những đánh giá trái chiều từ các nhà phê bình âm nhạc, trong đó họ cho rằng đĩa nhạc không mang tính cá nhân như quảng cáo và quá trình sản xuất bị lỗi thời. Ngoài ra, album cũng gây nên tranh cãi về tính xác thực trong giọng hát ở một số đoạn. Britney Jean ra mắt ở vị trí thứ tư trên bảng xếp hạng Billboard 200 với 107,000 bản trong tuần đầu, trở thành album có doanh thu mở màn và đạt thứ hạng thấp nhất của Spears tại Hoa Kỳ. Điều tương tự cũng xảy ra ở Vương quốc Anh, nơi album ra mắt ở vị trí thứ 34; Trên toàn thế giới, Britney Jean lọt vào top 20 và top 30 ở nhiều quốc gia, trong đó lọt vào top 10 ở Canada và Thụy Sĩ.
"Work Bitch" được chọn làm đĩa đơn đầu tiên trích từ album vào ngày 17 tháng 9 năm 2013, và đạt vị trí thứ 12 trên bảng xếp hạng Billboard Hot 100, cũng như gặt hái những thành công đáng kể trên thị trường quốc tế. Đĩa đơn thứ hai, "Perfume" được phát hành vào ngày 4 tháng 11 năm 2013, và đạt vị trí thứ 76 trên Billboard Hot 100. "Til It's Gone" được phát hành trên đài phát thanh Pháp vào ngày 4 tháng 12 năm 2013, và "It Should Be Easy" được gửi đến đài phát thanh Ý vào ngày 13 tháng 6 năm 2014, lần lượt là đĩa đơn thứ ba và thứ tư của album. Không có hoạt động quảng bá nào đáng kể cho album, nhưng Spears đã xuất hiện trên Good Morning America vào ngày 17 tháng 9 năm 2013, để thông báo về chương trình biểu diễn cư trú kéo dài hai năm (cuối cùng kéo dài đến bốn năm) tại Planet Hollywood Las Vegas, mang tên Britney: Piece of Me.

## Thu âm và sản xuất
— will.i.am mô tả mối quan hệ với Spears trong quá trình sản xuất Britney Jean.
Năm 2012, khi đang làm giám khảo cho mùa thứ hai của The X Factor phiên bản Mỹ, Spears được phát hiện trong phòng thu với nhà sản xuất Rodney Jerkins. Nhạc sĩ Elijah Blake nhận xét rằng Spears "chắc chắn muốn vượt qua giới hạn" bằng cách "thử nghiệm những cấu trúc mới và dấn thân vào những nền tảng và thể loại mới." Tuy nhiên, sự hợp tác của họ bị đại diện của Spears phủ nhận, mặc dù ông xác nhận rằng nhà sản xuất Hit-Boy đã làm việc với Spears để tạo ra một "âm thanh toàn cầu" kết hợp với những ảnh hưởng của hip-hop và pop. Nhà sản xuất Scoop DeVille cũng làm việc với Spears trong giai đoạn đầu của album. Ngoài ra, Spears cũng thu âm một bài hát chưa sử dụng mang tên "Police" với rapper Wiz Khalifa cho album. Trong một buổi phỏng vấn với Shape, Spears mô tả ý tưởng ban đầu của album theo hướng hip-hop, nói rằng "chắc chắn album lần này sẽ mang nhiều âm hưởng hip-hop hơn là pop."
Tháng 5 năm 2013, Naughty Boy và William Orbit được xác nhận sẽ tham gia vào quá trình thực hiện Britney Jean; Naughty Boy bày tỏ sự hài lòng với thành quả hợp tác của mình với Spears, nói thêm rằng anh luôn muốn "làm chút gì đó khác biệt." Anh bình luận rằng bản thân "là một người hâm mộ lớn của nhạc pop và nền văn hóa này", và muốn "duy trì điều đó [...] theo phong cách riêng." Cuối tháng đó, will.i.am được xác nhận là nhà sản xuất điều hành của dự án. Anh mô tả rằng quá trình thu âm với nữ ca sĩ không giống như những trải nghiệm trước đây của anh với Black Eyed Peas, giải thích thêm rằng "[anh ấy và Spears] đã có những buổi làm việc hấp dẫn, nơi [họ] gắn kết, xây dựng lòng tin và sự thoải mái" Anthony Preston của will.i.am music đóng vai trò hỗ trợ điều hành sản xuất cho đĩa nhạc. Vào tháng 7 năm 2013, Spears xác nhận qua Twitter rằng cô đã "viết một bài hát rất đặc biệt" với Sia, sau đó được tiết lộ là bài hát yêu thích của Spears, bản ballad "Perfume". Tháng sau, cô được cho là đến Lake District ở Vương quốc Anh để tiếp tục làm việc với Naughty Boy và Orbit. Naughty Boy sau đó tuyên bố rằng anh không thể thực hiện album với Orbit vì "không thể đến L.A. vào thời điểm đó [trong lúc] đang quảng bá 'La La La' trên toàn thế giới." Charli XCX tiết lộ trong một cuộc phỏng vấn năm 2022 rằng cô cũng tham gia viết nhạc cho Britney Jean, nhưng không có thành phẩm nào được đưa vào album.
Trong nhiều buổi phỏng vấn, Spears luôn khẳng định Britney Jean là bản thu âm cá nhân nhất trong sự nghiệp ca hát của cô. Nữ ca sĩ tiết lộ rằng trải nghiệm của cô trong những năm gần đây, bao gồm cả việc chia tay với vị hôn phu cũ Jason Trawick, khuyến khích cô "đào sâu hơn và viết ra những bài hát mà [cô nghĩ] mọi người đều có thể liên hệ." Spears nói thêm rằng quá trình sản xuất album là một "trải nghiệm tuyệt vời" và những đồng nghiệp của cô "giúp [cô ấy] biến [ý tưởng của bản thân] thành hiện thực." Spears nói với Rudolph, "Tôi muốn Will là nhân vật trung tâm trong album; tôi không muốn nhận hàng trăm bài hát được gửi đến nữa."

## Nhạc và lời

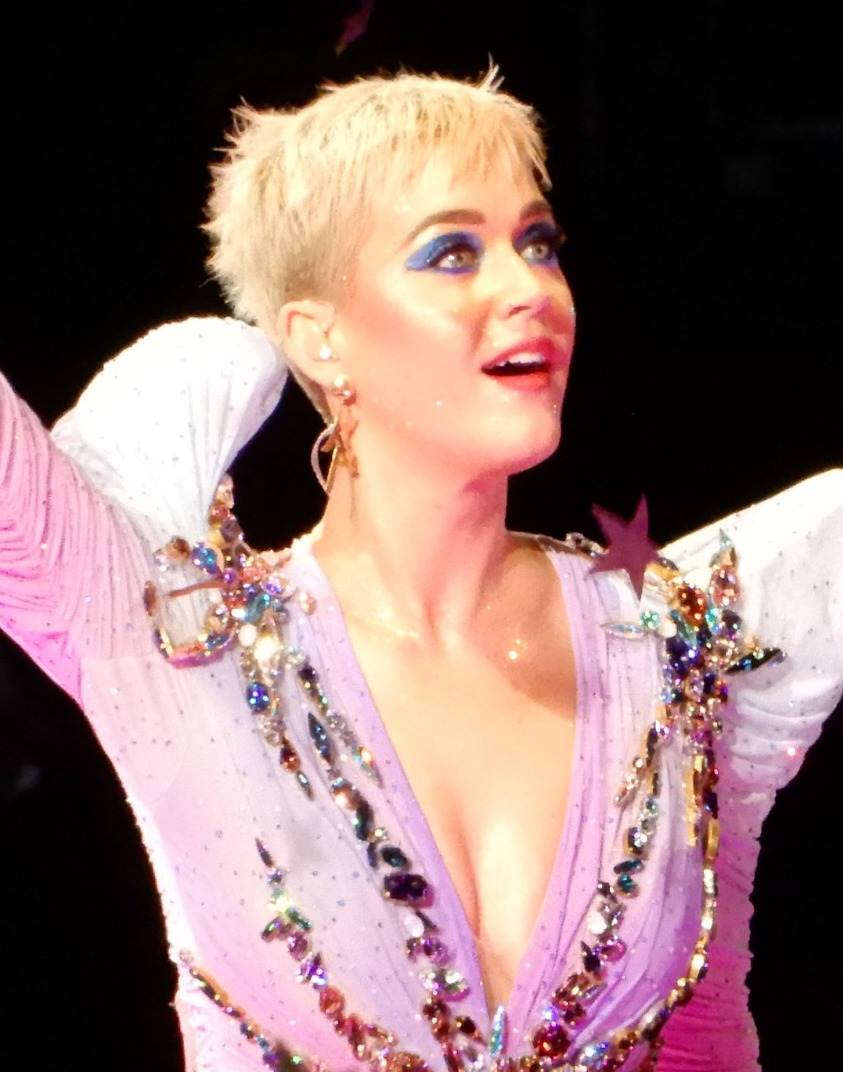
"Passenger" ban đầu được Katy Perry thu âm cho album của cô Prism.

Britney Jean được mô tả là một album chủ đề về "đời nghệ sĩ cô đơn." Bản nhạc mở đầu "Alien" khắc họa người nổi tiếng như một cá thể bị cô lập và được Spears so sánh cảm giác như người ngoài hành tinh. "Alien" sử dụng tiếng bíp từ synthesizer, mà theo một số nhà phê bình, "gợi lại quá trình hợp tác của William Orbit với Madonna trong Ray of Light." Bài hát thứ hai "Work Bitch" là một bản EDM, ở đó Spears hát về những điều cần thiết để trở nên giàu có, nổi tiếng và xinh đẹp, liên tục khuyến khích người nghe "hãy bắt tay vào làm việc." Bài hát thứ ba "Perfume" là một bản power ballad chịu ảnh hưởng của thập niên 1980, được Spears mô tả là "vô cùng đặc biệt đối với tôi vì nó chạm đến trái tim tôi, và tôi nghĩ câu chuyện này sẽ liên hệ đến mọi người. Ai cũng từng trải qua khoảnh khắc bất an trong một mối quan hệ, khiến họ trở nên dễ tổn thương và tôi nghĩ bài hát đã nắm bắt được điều đó." Bản nhạc thứ tư "It Should Be Easy", hợp tác với will.i.am, nhấn mạnh rằng tình yêu "không nên phức tạp," với việc Spears tưởng tượng ra một tương lai tươi sáng và bình dị với một người đàn ông đánh cắp trái tim cô, với chất giọng "như người máy" và nhịp điệu EDM. Bài hát bị chỉ trích nặng nề vì sử dụng quá nhiều Auto-Tune, được thực hiện bởi will.i.am. Bài hát thứ năm của album "Tik Tik Boom" kể về cảnh Spears khẩn cầu người yêu hãy khiến cô "tik, tik, tik, tik, boom" trên nền nhạc trap, được mô tả là "một bản nhạc sôi động trong hộp đêm" và "là bài hát gần nhất mà album mang Blackout 2.0 vào đời thực", với sự góp giọng của rapper T.I.
"Body Ache" tiếp theo chủ đề nhảy múa cuồng nhiệt trong câu lạc bộ, với tiếng còi báo động chói tai và nhịp điệu EDM, trong khi "Til It's Gone" đề cao giá trị ổn định của một mối quan hệ tốt đẹp, ngay cả sau khi tan vỡ, sử dụng âm thanh nhạc điện tử và EDM. Với bài hát thứ tám "Passenger", pha trộn một số xung lực EDM trước khi bùng nổ thành nhạc pop-rock "u ám", Spears thể hiện khát khao tìm được hạnh phúc dù phải đánh đổi bằng quyền kiểm soát. "Chillin' with You" có sự góp mặt của em gái Spears Jamie Lynn trong một bài hát nói về việc nắm bắt hạnh phúc giữa âm thanh trap, EDM và country pop tươi trẻ. Bản nhạc kết thúc phiên bản tiêu chuẩn của Britney Jean, "Don't Cry", mở đầu bằng tiếng huýt sáo theo phong cách phim Viễn Tây Ý, với nội dung nói về việc từ chối khuất phục trước nỗi đau sau một mối quan hệ. Một số nhà phê bình gọi đây là "màn thể hiện giọng hát hay nhất của cô trong một album."

## Tiêu đề và ảnh bìa
Ngày 15 tháng 10 năm 2013, trong một lần xuất hiện trên Capital London, Spears thông báo rằng album phòng thu thứ tám của cô sẽ mang tên Britney Jean, một biệt danh được gia đình và bạn bè nữ ca sĩ trìu mến gọi cô. Vào ngày 24 tháng 10, cùng với một bức thư ngỏ gửi đến người hâm mộ, Spears tiết lộ bìa album với hình ảnh cận mặt cô dưới nền trắng đen, với cụm từ "Britney Jean" được tô màu xanh lam bên trong một trái tim hồng ở gần cuối bìa. Một báo cáo từ ABC News Radio so sánh việc Spears sử dụng tên đệm cho tiêu đề album với album phòng thu thứ tám của Janet Jackson Damita Jo, nói rằng "lấy cảm hứng từ album năm 2004 của Janet Jackson, Damita Jo, Britney Spears đã kết hợp tên và tên đệm của mình—Britney Jean—để tạo nên tiêu đề." Một cây bút của The Huffington Post cho rằng kiểu chữ theo phong cách neon được lấy cảm hứng từ bìa album phòng thu thứ tư của Miley Cyrus Bangerz (2013), trong đó Cyrus để tóc vàng và mặc áo khoác đen ngắn, với tiêu đề "Bangerz" được cách điệu bằng ánh sáng neon huỳnh quang phía trước những cây cọ. Trong khi kiểu chữ được cây bút của The Huffington Post so sánh với Bangerz, Britney Jean đánh dấu ảnh bìa album thứ ba được RCA Records áp dụng kiểu chữ theo phong cách neon, sau Bangerz và Mechanical Bull của Kings of Leon. Byron Flitsch của MTV News có cùng quan điểm, và bổ sung rằng ảnh bìa album gợi nhớ đến đĩa nhạc thứ tư và thứ bảy của Spears là In the Zone (2003) và Femme Fatale (2011). Vào ngày 4 tháng 11, một phiên bản bìa màu được công bố sẽ sử dụng cho bản tiêu chuẩn, trong khi bìa gốc được dùng cho bản cao cấp.

## Phát hành và quảng bá
Tháng 5 năm 2013, nhà sản xuất thu âm Danja, người hợp tác với Spears trong quá trình sản xuất album, bình luận rằng anh "[không] biết khi nào [Blackout] tiếp theo sẽ diễn ra, nhưng [anh tin rằng] đây là một [Blackout] khác." Vào ngày 20 tháng 8 năm 2013, Spears khởi chạy lại trang web cá nhân với một bảng thời gian đếm ngược kết thúc vào ngày 17 tháng 9, ban đầu được suy đoán là ngày phát hành đĩa đơn mở đường chưa được công bố của cô. Ngày 17 tháng 9, Spears thông báo trên Good Morning America rằng album của cô sẽ được phát hành vào ngày 3 tháng 12 năm 2013 tại Hoa Kỳ, một ngày sau sinh nhật thứ 32 của cô. Vào ngày 4 tháng 11, album xuất hiện trên iTunes Store để đặt hàng trước. Spears tiết lộ danh sách bài hát cho Britney Jean vào ngày 12 tháng 11, một hành động được cô ngụ ý là sớm hơn dự định sau khi tin tặc "[cố gắng] phá hỏng những bất ngờ [của cô]." Ngày 20 tháng 11, album bị rò rỉ trực tuyến, khiến nữ ca sĩ phải lên tiếng trước sự cố rằng: "Đối với những ai nghe bản rò rỉ... Tôi hy vọng các bạn thích... Tôi đã thực hiện album này dành riêng cho những người hâm mộ trung thành của tôi, vì vậy tôi chỉ hy vọng rằng mọi bài hát đều chạm đến các bạn vì mỗi bài hát đều là một phần của tôi." Năm ngày sau, Britney Jean được phát hành trực tuyến thông qua iTunes Store và iTunes Radio. Album cũng được dán nhãn Parental Advisory, do Hiệp hội Công nghiệp Ghi âm Hoa Kỳ (RIAA) gắn để xác định những nội dung nhạy cảm.
Không như những đĩa nhạc trước của cô, ngoại trừ album phòng thu thứ năm Blackout (2007), Spears không hề quảng bá rầm rộ cho Britney Jean, và không có hoạt động biểu diễn nào cho album. Tuy nhiên, cô xuất hiện trên Good Morning America để thông báo về chương trình biểu diễn kéo dài hai năm của cô tại Planet Hollywood Resort & Casino, mang tên Britney: Piece of Me, vào ngày 17 tháng 9. Sau đó, Spears đến Vương quốc Anh để quảng bá "Work Bitch" và album trên Alan Carr: Chatty Man, cũng như tham gia xuất hiện phỏng vấn trên The Ellen DeGeneres Show, Entertainment Tonight, và Surprise Surprise. Britney Jean cũng được quảng bá thông qua bộ phim tài liệu I Am Britney Jean, được công chiếu trên E! vào ngày 22 tháng 12; bộ phim đề cập đến quá trình sản xuất và chuẩn bị cho việc phát hành album và ra mắt Britney: Piece of Me. Buổi phát sóng đầu tiên của chương trình tại Hoa Kỳ đã thu hút 0.706 triệu người xem, đạt tỷ suất người xem cao hơn mức trung bình vào Chủ Nhật trên E!, trong khi chương trình đạt 0.63 triệu người xem tại Vương quốc Anh. Britney: Piece of Me mở màn vào ngày 27 tháng 12, trong khi vé bắt đầu được mở bán vào ngày 20 tháng 9.

## Đĩa đơn
"Work Bitch" được phát hành dưới dạng đĩa đơn mở đường cho Britney Jean vào ngày 15 tháng 9 năm 2013, sớm hơn một ngày so với dự kiến sau khi một phiên bản chất lượng thấp bị rò rỉ bởi "one bad apple". Một cây bút của MuuMuse mô tả bản nhạc là "sự trở lại mạnh mẽ, đúng phong độ" và là "cách thú vị để bắt đầu một kỷ nguyên hoàn toàn mới". Bài hát ra mắt và đạt vị trí thứ 12 trên bảng xếp hạng Billboard Hot 100 ở Hoa Kỳ với 174,000 lượt tải xuống trong tuần đầu, và thành công tương đối ở những thị trường khác. Video ca nhạc cho "Work Bitch" được công chiếu vào ngày 1 tháng 10, trong đó Spears hóa thân thành một nhân vật như nữ chúa tình dục. Video đa phần được giới phê bình khen ngợi, đặc biệt ở phần vũ đạo của cô. Tuy nhiên, Spears tiết lộ rằng cô cảm thấy áp lực khi phải duy trì hình ảnh khiêu khích, giải thích thêm rằng cô "phải cắt bỏ một nửa video vì tôi là một người mẹ và vì, bạn biết đấy, tôi có con, và thật khó để đóng vai một bà mẹ gợi cảm trong khi bạn cũng là một ngôi sao nhạc pop".
"Perfume" được chọn làm đĩa đơn thứ hai của Britney Jean vào ngày 3 tháng 11 năm 2013. Bài hát nhận được phản ứng tích cực từ các nhà phê bình âm nhạc, và được so sánh với đĩa đơn năm 2004 của Spears "Everytime", nằm trong album phòng thu thứ tư của cô In the Zone (2003). "Perfume" ra mắt và đạt vị trí thứ 76 trên Billboard Hot 100. "Til It's Gone" được gửi đến đài phát thanh Pháp như là đĩa đơn thứ ba vào ngày 4 tháng 12 năm 2013, nhưng không lọt vào bảng xếp hạng. Một số bản phối lại chính thức của "It Should Be Easy" đã được ủy quyền và gửi đến những câu lạc bộ vào tháng 1 năm 2014. Một phát ngôn viên của Spears cho biết rằng bài hát sẽ không được phát hành dưới dạng đĩa đơn thứ tư và những bản phối lại được "ủy quyền chỉ để sử dụng trong những hộp đêm". Tuy nhiên, vào ngày 13 tháng 6 năm 2014, "It Should Be Easy" được cung cấp đến các đài phát thanh Ý, theo EarOne. "It Should Be Easy" đứng vị trí thứ 121 tại Pháp, thứ 88 tại Canada và thứ 71 tại Thụy Sĩ nhờ vào lượng tải nhạc số. Những bản phối lại chính thức cho "Tik Tik Boom" cũng được ủy quyền tương tự vào tháng 2 năm 2014. "Tik Tik Boom" đạt vị trí thứ 16 trên Bảng xếp hạng Gaon Quốc tế tại Hàn Quốc.
Trong phim tài liệu I Am Britney Jean, Spears đề cập đến việc "Alien" sẽ trở thành đĩa đơn cho album vào một thời điểm nào đó, nhưng kế hoạch chưa bao giờ được thực hiện. Mặc dù không được phát hành dưới dạng đĩa đơn, "Alien" đứng thứ tám trên bảng xếp hạng Bubbling Under Hot 100 ở Hoa Kỳ, và thứ 147 tại Pháp.

## Tiếp nhận chuyên môn
| Điểm số chuyên môn   | Điểm số chuyên môn |
| Điểm trung bình      | Điểm trung bình    |
| Nguồn                | Đánh giá           |
| -------------------- | ------------------ |
| AnyDecentMusic?      | 4.9/10             |
| Metacritic           | 50/100             |
| Nguồn đánh giá       |                    |
| Nguồn                | Đánh giá           |
| AllMusic             | [ 83 ]             |
| The A.V. Club        | C                  |
| Chicago Tribune      | [ 26 ]             |
| Entertainment Weekly | B+                 |
| The Guardian         | [ 31 ]             |
| The Independent      | [ 84 ]             |
| Los Angeles Times    | [ 85 ]             |
| Rolling Stone        | [ 2 ]              |
| Slant Magazine       | [ 35 ]             |
| Spin                 | 3/10               |

Britney Jean nhận được những phản ứng từ trái chiều đến tiêu cực từ các nhà phê bình âm nhạc. Tại Metacritic, chuyên trang thống kê điểm trung bình dựa trên các bài đánh giá chuyên môn, album nhận được điểm trung bình là 50 trên tổng số 100 điểm, dựa trên 21 bài đánh giá. Jason Lipshutz từ Billboard đưa ra nhận xét tích cực, mô tả dự án là "một sự chuyển tiếp [khi] cô phát hành album đầu tiên ở độ tuổi 30", và làm gợi nhớ đến album phòng thu thứ ba của Spears Britney (2001). Nick Catucci của Entertainment Weeklycũng có suy nghĩ tương tự, nói rằng anh "trân trọng" Spears vì "[vẫn] bí ẩn như cô thiếu nữ được Disney chăm chút, ít biểu lộ cảm xúc từng chào đón chúng ta vào cuối thập niên 90", và nói thêm rằng sự tham gia của will.i.am "thỏa mãn trí tưởng tượng của những người tham dự lễ hội EDM muốn tìm kiếm endorphin." Viết cho tạp chí Rolling Stone, Rob Sheffield mô tả Britney Jean là "album chủ đề về đời nghệ sĩ cô đơn – sau khi gây chú ý vì cuộc đính ước thất bại, Brit trở nên cá nhân và cho ra mắt đĩa nhạc buồn nhất từ trước đến nay của cô."
Một số nhà phê bình cảm thấy album không mang tính cá nhân nhiều như quảng cáo. Chicago Tribune so sánh nội dung album với tiêu đề, cho rằng: "sự cường điệu về album 'cá nhân' nhất của cô bắt đầu từ tiêu đề album [...] muốn đem đến sự thân mật mặc dù những bài hát không thực sự mang lại điều đó." The Atlantic mô tả Britney Jean là "bản phát hành đáng thất vọng nhất của cô từ trước đến nay", gọi album là "nhàm chán" và chỉ trích nội dung của đĩa nhạc, chỉ ra rằng "những cái nhìn thoáng qua về Britney Jean Spears, một nghệ sĩ, thành thật mà nói, vừa không thú vị vừa không khai thác được gì." Neil McCormick của The Daily Telegraph tuyên bố rằng Britney Jean là "màn thoát y tiếp theo trong sự nghiệp của Britney", và cảm thấy rằng quá trình sản xuất đã ngăn cản album trở thành một tác phẩm mang tính cá nhân thực sự. Billboard cảm thấy album "không hoàn toàn làm sáng tỏ tư duy hiện tại của tác giả", và The New York Times mô tả album "mang tính cá nhân như những thông báo trước khi lên máy bay của hãng hàng không."
Quá trình sản xuất album cũng được nhiều nhà phê bình phân tích. Sal Cinquemani từ Slant Magazine đưa ra đánh giá trái chiều, chỉ trích "quá trình sản xuất và chất giọng lỗi thời của album gợi nhớ đến những ngày Brit bán được 10 triệu [đĩa]." Barry Walters từ Spin chỉ trích quá trình sản xuất album của will.i.am, tuyên bố rằng những bài hát anh sản xuất "thay thế giai điệu bằng sự lặp lại và quen thuộc", nhưng lại khen ngợi cách truyền tải giọng hát của Spears trong "Don't Cry".

## Thành tựu
| 2013 | Giải thưởng âm nhạc giữa năm của Billboard     | Sự kiện được mong đợi nhất (Britney Jean)                | Đoạt giải |
| 2014 | Giải thưởng do người hâm mộ PopCrush bình chọn | Bài hát của năm ("Work Bitch")                           | Đề cử     |
| 2014 | Giải thưởng do người hâm mộ PopCrush bình chọn | Video của năm ("Work Bitch")                             | Đề cử     |
| 2014 | Giải thưởng do người hâm mộ PopCrush bình chọn | Phim tài liệu âm nhạc hay nhất (I Am Britney Jean)       | Đề cử     |
| 2014 | Giải thưởng Âm nhạc Thế giới                   | Album xuất sắc nhất thế giới (Britney Jean)              | Đề cử     |
| 2014 | Giải thưởng Âm nhạc Thế giới                   | Bài hát xuất sắc nhất thế giới ("Work Bitch", "Perfume") | Đề cử     |
| 2014 | Giải thưởng Âm nhạc Thế giới                   | Video xuất sắc nhất thế giới ("Work Bitch", "Perfume")   | Đề cử     |

## Diễn biến thương mại
Trước khi phát hành tại Hoa Kỳ, Britney Jean ban đầu được dự đoán sẽ bán được 150–200,000 bản, trong đó Hits Daily Double giải thích về những con số không mấy ấn tượng trên là do "lịch trình quảng bá rất hạn chế của cô, gần như rất ít hoặc không có hoạt động trên truyền hình nào xung quanh thời điểm phát hành." Tuy nhiên, vào ngày phát hành chính thức, doanh số tiêu thụ tiềm năng lại giảm xuống còn 115–120,000 đơn vị. Album ra mắt ở vị trí thứ tư với 107,000 bản, trở thành album phòng thu đạt thứ hạng và lượng đĩa tiêu thụ tuần đầu thấp nhất của Spears. Trước đó, album đầu tay của cô ...Baby One More Time (1999), sở hữu doanh số ra mắt thấp nhất của cô với 121,000 bản. Trong tuần thứ hai trên bảng xếp hạng, album rơi xuống vị trí thứ 22 trên Billboard 200, trở thành album đầu tiên của Spears chỉ tồn tại một tuần trong top 10. Tính đến tháng 5 năm 2020, Britney Jean bán được 280,000 bản tại Hoa Kỳ.
Tại Châu Âu, Britney Jean ra mắt ở vị trí thứ 34 trên UK Albums Chart, bán được 12,959 bản trong tuần đầu tiên. Đây là album có thứ hạng thấp nhất của Spears tại đây, phá vỡ thành tích trước đó của In the Zone (2003) vốn đạt vị trí thứ 13. Đĩa nhạc tụt xuống vị trí thứ 87 ở tuần tiếp theo. Trên thị trường quốc tế, Britney Jean vươn đến top 20 và 30 ở hầu hết những quốc gia. Tuy nhiên, album ra mắt ở vị trí số một tại Trung Quốc.

## Tranh cãi
Trước khi phát hành album, nhiều nhà phê bình và người hâm mộ cho rằng giọng hát trong "Passenger" vốn bị rò rỉ trực tuyến, không hoàn toàn là giọng của Spears. Một số giả thuyết cho rằng Myah Marie, một ca sĩ hát bè trong những album trước của Spears như Circus (2008) và Femme Fatale (2011), đã hát chính ở phần lớn của "Passenger" cũng như những bản nhạc khác trong album. Đội ngũ của Spears phát biểu rằng tác phẩm bị rò rỉ là bản thu nháp. Sau đó, Chelsea Handler cáo buộc Spears không hát chính trong "Perfume", và nhấn mạnh rằng, "Rõ ràng là một người khác hát. Không phải cô ấy." Đại diện của Spears trả lời, "Myah Marie không hát bè trong bài hát nên không được ghi công. Giọng bè duy nhất trong 'Perfume' là của Sia. Britney hát toàn bộ trong 'Perfume'." Sau khi ra mắt Britney Jean, Marie không được đề cập trong thành phần thực hiện của  "Passenger" hoặc "Perfume", mặc dù cô được ghi công hát bè trong một số bài hát khác của album. Một năm sau, sau khi một số phân đoạn hát của "Alien" bị rò rỉ trực tuyến, nhiều nhận định cho rằng phần hát chính của Marie cũng được đưa vào bài hát.

## Danh sách bài hát
| Britney Jean – Bản tiêu chuẩn | Britney Jean – Bản tiêu chuẩn                | Britney Jean – Bản tiêu chuẩn                                                                                 | Britney Jean – Bản tiêu chuẩn                                                                                      | Britney Jean – Bản tiêu chuẩn |
| STT                           | Nhan đề                                      | Sáng tác | Sản xuất | Thời lượng                    |
| ----------------------------- | -------------------------------------------- | --- | --- | ----------------------------- |
| 1.                            | "Alien"                                      | Britney Spears Ana Diaz Anthony Preston Dan Traynor William Orbit                                             | Orbit HyGrade Preston [a]                                                                                          | 3:56                          |
| 2.                            | "Work Bitch"                                 | Spears William Adams Otto Jettman Sebastian Ingrosso Preston Ruth-Anne Cunningham                             | Ingrosso Otto Knows will.i.am Derek Weintraub Preston [a]                                                          | 4:08                          |
| 3.                            | "Perfume"                                    | Spears Sia Furler Christopher Braide                                                                          | will.i.am Keith Harris [b] Braide [b]                                                                              | 4:00                          |
| 4.                            | "It Should Be Easy" (hợp tác với will.i.am)  | Spears Adams David Guetta Giorgio Tuinfort Nick Rotteveel Marcus van Wattum                                   | Guetta Tuinfort Nicky Romero van Wattum will.i.am [a] Preston [a]                                                  | 3:29                          |
| 5.                            | "Tik Tik Boom" (hợp tác với T.I.)            | Spears Clifford Joseph Harris, Jr. Preston Onique "Sparrow" Williams Andre Lindal Damien LeRoy Joakim Haukaas | Preston LeRoy [b]                                                                                                  | 2:57                          |
| 6.                            | "Body Ache"                                  | Spears Guetta Tuinfort Luciana Caporaso Nick Clow Myah Marie Langston Preston Richard Gonzalez Jose Luna      | Guetta Tuinfort will.i.am Preston [a]                                                                              | 3:26                          |
| 7.                            | "Til It's Gone"                              | Spears Jenson Vaughan Rosette Sharma Preston Tuinfort Guetta Adams                                            | Tuinfort will.i.am Preston [b]                                                                                     | 3:43                          |
| 8.                            | "Passenger"                                  | Spears Thomas Pentz Furler Andrew Swanson Katy Perry                                                          | Diplo Preston [a]                                                                                                  | 3:41                          |
| 9.                            | "Chillin' with You" (hợp tác với Jamie Lynn) | Spears Adams Preston Joshua Lopez                                                                             | will.i.am Freshmen III [b] Preston [a]                                                                             | 3:39                          |
| 10.                           | "Don't Cry"                                  | Spears Adams Lopez Gonzalez                                                                                   | will.i.am Richard Vission [b] Chico Bennett [b] Zach "Reazon" Heiligman [c] William "DJ Keebz" Kebler [c] LWAM [c] | 3:15                          |
| Tổng thời lượng:              | Tổng thời lượng:                             | Tổng thời lượng:                                                                                              | Tổng thời lượng:                                                                                                   | 36:08                         |

| Britney Jean – Bản cao cấp (bản nhạc bổ sung) | Britney Jean – Bản cao cấp (bản nhạc bổ sung) | Britney Jean – Bản cao cấp (bản nhạc bổ sung)              | Britney Jean – Bản cao cấp (bản nhạc bổ sung) | Britney Jean – Bản cao cấp (bản nhạc bổ sung) |
| STT                                           | Nhan đề                                       | Sáng tác                                                   | Sản xuất                                      | Thời lượng                                    |
| --------------------------------------------- | --------------------------------------------- | ---------------------------------------------------------- | --------------------------------------------- | --------------------------------------------- |
| 11.                                           | "Brightest Morning Star"                      | Spears Lukasz Gottwald Furler Henry Walter                 | Dr. Luke Cirkut Braide [a] Preston [a]        | 3:00                                          |
| 12.                                           | "Hold on Tight"                               | Spears Allan P. Grigg                                      | Kool Kojak A.C Preston [a] Peter Carlsson [a] | 3:28                                          |
| 13.                                           | "Now That I Found You"                        | Spears Danny O'Donoghue Tuinfort Guetta Frédéric Riesterer | Tuinfort will.i.am Preston [b]                | 4:17                                          |
| 14.                                           | "Perfume" (The Dreaming Mix)                  | Spears Furler Braide                                       | Braide                                        | 4:02                                          |
| Tổng thời lượng:                              | Tổng thời lượng:                              | Tổng thời lượng:                                           | Tổng thời lượng:                              | 50:48                                         |

| Britney Jean – Bản tại Nhật Bản và Trung Quốc (bản nhạc bổ sung) | Britney Jean – Bản tại Nhật Bản và Trung Quốc (bản nhạc bổ sung) | Britney Jean – Bản tại Nhật Bản và Trung Quốc (bản nhạc bổ sung) | Britney Jean – Bản tại Nhật Bản và Trung Quốc (bản nhạc bổ sung) | Britney Jean – Bản tại Nhật Bản và Trung Quốc (bản nhạc bổ sung) |
| STT                                                              | Nhan đề                                                          | Sáng tác                                                         | Sản xuất                                                         | Thời lượng                                                       |
| ---------------------------------------------------------------- | ---------------------------------------------------------------- | ---------------------------------------------------------------- | ---------------------------------------------------------------- | ---------------------------------------------------------------- |
| 15.                                                              | "Work Bitch" (The Jane Doze Remix)                               | Spears Adams Jettman Ingrosso Preston Cunningham                 | Ingrosso Otto Knows will.i.am Preston [a] The Jane Doze [d]      | 2:59                                                             |
| 16.                                                              | "Work Bitch" (7th Heaven Remix)                                  | Spears Adams Jettman Ingrosso Preston Cunningham                 | Ingrosso Otto Knows will.i.am Preston [a] 7th Heaven [d]         | 4:27                                                             |
| Tổng thời lượng:                                                 | Tổng thời lượng:                                                 | Tổng thời lượng:                                                 | Tổng thời lượng:                                                 | 58:34                                                            |

Ghi chú
- "Hold on Tight" bị in sai thành "Hold on Tite" ở mặt sau của các ấn phẩm CD đầu tiên, nhưng đã được sửa lại trên ấn bản tại Nhật.[111][112]
- "Work Bitch" và các bản phối lại trên phiên bản tại Nhật Bản và Trung Quốc đều được đổi thành "Work Work" trong những bản kiểm duyệt của album.
- ^a  nghĩa là sản xuất giọng hát
- ^b  nghĩa là đồng sản xuất
- ^c  nghĩa là sản xuất bổ sung
- ^d  nghĩa là người phối lại

## Thành phần thực hiện
Thành phần thực hiện được trích từ AllMusic.
- Daniel Andrés Aguilar – trợ lý, hỗ trợ kỹ sư giọng hát
- David Beckham – sản xuất
- Joe Bozzi – master
- Christopher Braide – sản xuất, sản xuất giọng hát
- Mark Cargill – nhạc trưởng
- AJ Clark – trợ lý, hỗ trợ kỹ sư giọng hát
- Daddy's Groove – phối khí
- Jacob Dennis – hỗ trợ kỹ sư giọng hát
- Ana Diaz – giọng hát
- Michelangelo Di Battista – nhiếp ảnh
- Diplo – sản xuất
- Dylan Dresdow – phối khí giọng hát
- Karen Elaine – vĩ cầm trầm
- Vanessa Freebairn-Smith – cello
- Sia – giọng nền
- Freshm3n III – sản xuất
- Lucine Fyelon – vĩ cầm
- Şerban Ghenea – phối khí
- Onree Gill – sắp xếp dàn dây
- Rachel Grace – vĩ cầm
- David Guetta – kỹ sư, soạn nhạc, sản xuất, lập trình
- Neel Hammond – vĩ cầm trầm
- Rani Hancock – A&R
- John Hanes – phối khí kỹ sư
- Keith Harris – sản xuất
- Joakim Harestad Haukaas – guitar
- Zach Heiligman – sản xuất bổ sung
- Billy Hickey – hỗ trợ kỹ sư giọng hát
- Ghazi Hourani – trợ lý
- Todd Hurtt – hỗ trợ kỹ sư giọng hát
- Hygrade – nhạc công, sản xuất, lập trình
- Frances Iacuzzi – nhiếp ảnh
- Sebastian Ingrosso – kỹ sư, nhạc công, sản xuất, lập trình
- Chris Kahn – hỗ trợ kỹ sư giọng hát
- William Kebler "Keebz" – sản xuất bổ sung
- Padraic "Padlock" Kerin – kỹ sư, điều phối dự án, biên tập giọng hát
- Adam Leber – A&R
- Damien Leroy – soạn nhạc, sản xuất, lập trình
- Andre Lindal – guitar, soạn nhạc, lập trình, biên tập giọng hát
- Joshua Lopez – guitar mộc
- Ginny Luke – vĩ cầm
- LWAM – sản xuất bổ sung
- Myah Marie – giọng nền, hỗ trợ giọng chính
- Alan O'Connell – kỹ sư
- William Orbit – nhạc công, sản xuất, lập trình
- Otto Knows – kỹ sư, nhạc công, sản xuất, lập trình
- Joe Peluso – phối khí, kỹ sư dàn dây
- Anthony Preston – hỗ trợ điều hành sản xuất, soạn nhạc, sản xuất, lập trình, sản xuất giọng hát, giọng nền
- Julian Prindle – điều phối dự án, biên tập giọng hát, kỹ sư giọng hát
- Pierre-Luc Rioux – guitar
- Nicky Romero – soạn nhạc, phối khí, sản xuất, lập trình
- Larry Rudolph – A&R
- Bradford H. Smith – trợ lý, hỗ trợ kỹ sư giọng hát
- Britney Spears – giọng chính, sáng tác
- Jamie Lynn Spears – giọng nền, giọng ca khách mời
- Alan Tilston – kỹ sư
- JoAnn Tominaga – nhà thầu âm nhạc
- Giorgio Tuinfort – kỹ sư, soạn nhạc, piano, sản xuất, lập trình
- Michael Valerio – bass
- Richard Vission – sản xuất
- Marcus Van Wattum – soạn nhạc, phối khí, sản xuất, lập trình, thiết kế âm thanh
- Ralph Wegner – thiết kế âm thanh
- will.i.am – kỹ sư, điều hành sản xuất, soạn nhạc, sản xuất, lập trình, sản xuất giọng hát, giọng ca khách mời
- Adrienne Woods – cello

## Xếp hạng
| Bảng xếp hạng (2013–14)                  | Vị trí cao nhất |
| ---------------------------------------- | --------------- |
| Album Úc (ARIA)                          | 12              |
| Album Áo (Ö3 Austria)                    | 13              |
| Album Bỉ (Ultratop Vlaanderen)           | 32              |
| Album Bỉ (Ultratop Wallonie)             | 26              |
| Album Trung Quốc (Sino)                  | 1               |
| Album Canada (Billboard)                 | 7               |
| Album Croatia (HDU)                      | 29              |
| Album Cộng hòa Séc (ČNS IFPI)            | 36              |
| Album Đan Mạch (Hitlisten)               | 27              |
| Album Hà Lan (Album Top 100)             | 36              |
| Album Phần Lan (Suomen virallinen lista) | 24              |
| Album Pháp (SNEP)                        | 22              |
| Album Đức (Offizielle Top 100)           | 20              |
| Album Hy Lạp (IFPI)                      | 26              |
| Album Ý (FIMI)                           | 14              |
| Album Ireland (IRMA)                     | 15              |
| Album Nhật Bản (Oricon)                  | 17              |
| Album New Zealand (RMNZ)                 | 22              |
| Album Na Uy (VG-lista)                   | 16              |
| Album Ba Lan (ZPAV)                      | 45              |
| Album Scotland (OCC)                     | 30              |
| Album Hàn Quốc (Circle)                  | 20              |
| Album Hàn Quốc Quốc tế (Circle)          | 5               |
| Album Tây Ban Nha (PROMUSICAE)           | 12              |
| Album Thụy Điển (Sverigetopplistan)      | 28              |
| Album Thụy Sĩ (Schweizer Hitparade)      | 9               |
| Album Anh Quốc (OCC)                     | 34              |
| Album Hoa Kỳ Billboard 200               | 4               |
| Album Venezuela (Recordland)             | 2               |

| Bảng xếp hạng (2013)    | Vị trí cao nhất |
| ----------------------- | --------------- |
| Album Argentina (CAPIF) | 7               |

| Bảng xếp hạng (2013)         | Vị trí |
| ---------------------------- | ------ |
| Album Argentina (CAPIF)      | 92     |
| Album Bỉ (Ultratop Wallonia) | 199    |
| Bảng xếp hạng (2014)         | Vị trí |
| Hoa Kỳ Billboard 200         | 74     |

## Chứng nhận
| Quốc gia                                                                                              | Chứng nhận | Số đơn vị/doanh số chứng nhận |
| --- | ---------- | ----------------------------- |
| Canada (Music Canada)                                                                                 | Vàng       | 40.000^                       |
| México (AMPROFON)                                                                                     | Vàng       | 30.000^                       |
| Hoa Kỳ (RIAA)                                                                                         | Vàng       | 500.000‡                      |
| Venezuela (APFV)                                                                                      | Vàng       | 5,000                         |
| ^ Chứng nhận dựa theo doanh số nhập hàng. ‡ Chứng nhận dựa theo doanh số tiêu thụ và phát trực tuyến. |            |                               |

## Lịch sử phát hành
| Quốc gia       | Ngày                 | Phiên bản      | Định dạng                                 | Nhãn          |
| -------------- | -------------------- | -------------- | ----------------------------------------- | ------------- |
| Úc             | 29 tháng 11 năm 2013 | Cao cấp        | CD, tải kĩ thuật số                       | Sony Music    |
| Phần Lan       | 29 tháng 11 năm 2013 | Thường Cao cấp | CD, tải kĩ thuật số                       | Sony Music    |
| Đức            | 29 tháng 11 năm 2013 | Thường Cao cấp | CD, tải kĩ thuật số                       | Sony Music    |
| Pháp           | 2 tháng 12 năm 2013  | Thường Cao cấp | CD, tải kĩ thuật số                       | Sony Music    |
| Vương quốc Anh | 2 tháng 12 năm 2013  | Cao cấp        | CD, tải kĩ thuật số                       | RCA Records   |
| Canada         | 3 tháng 12 năm 2013  | Thường Cao cấp | CD, tải kĩ thuật số                       | Sony Music    |
| Hoa Kỳ         | 3 tháng 12 năm 2013  | Thường Cao cấp | CD, tải kĩ thuật số                       | RCA Records   |
| Nhật Bản       | 4 tháng 12 năm 2013  | Cao cấp        | CD, tải kĩ thuật số                       | Sony Music    |
| Philippines    | 17 tháng 1 năm 2014  | Cao cấp        | CD                                        | Ivory Records |
| Trung Quốc     | 14 tháng 4 năm 2014  | Cao cấp        | CD                                        | Sony Music    |
| Hoa Kỳ         | 17 tháng 4 năm 2020  | Cao cấp        | Đĩa than (Độc quyền tại Urban Outfitters) | Legacy        |
| Hoa Kỳ         | 17 tháng 5 năm 2021  | Cao cấp        | Đĩa than (Độc quyền tại Urban Outfitters) | Legacy        |
| Hoa Kỳ         | 23 tháng 5 năm 2021  | Cao cấp        | Cassette (Độc quyền tại Urban Outfitters) | Legacy        |
| Hoa Kỳ         | 31 tháng 3 năm 2023  | Tiêu chuẩn     | Đĩa than                                  | Legacy        |